# Mołodiatycze
Mołodiatycze – wieś w Polsce położona w województwie lubelskim, w powiecie hrubieszowskim, w gminie Trzeszczany. Malowniczo położona miejscowość w niewielkiej kotlinie Wyżyny Lubelskiej. Wieś Mołodiatycze położona 18 km na zachód od Hrubieszowa i 39 km od Zamościa.
Wierni Kościoła rzymskokatolickiego należą do parafii Trójcy Przenajświętszej i Narodzenia Najświętszej Maryi Panny w Trzeszczanach.

## Części wsi
| SIMC    | Nazwa | Rodzaj    |
| ------- | ----- | --------- |
| 0902837 | Kąty  | część wsi |
| 0902843 | Łozy  | część wsi |

## Podział i demografia
Od roku 1867 w efekcie nowego podziału administracyjnego Królestwa Kongresowego Hrubieszów zostaje stolicą powiatu w guberni lubelskiej, a Mołodiatycze jedną z 13 gmin: Białopole, Grabowiec, Horodło, Hrubieszów, Jarosławiec, Kryłów, Miętkie, Mircze, Miączyn, Mołodiatycze, Moniatycze, Mieniany. Do roku 1954 gmina Mołodiatycze następnie w latach 1954-1968 gromada Mołodiatycze. W latach 1867–1954 miejscowość była siedzibą gminy Mołodiatycze. W latach 1975–1998 miejscowość administracyjnie należała do województwa zamojskiego.
Wieś stanowi sołectwo gminy Trzeszczany. Według Narodowego Spisu Powszechnego (III 2011 r.) liczyła 504 mieszkańców i była trzecią co do wielkości miejscowością gminy.

## Historia
Pierwsza wzmianka o miejscowości Mołodiatycze pojawiła się w roku 1454, wówczas gdy należała do rodu Skorutów herbu Korczak. Pierwszym jej właścicielem był Wąsko Skoruta (ok. 1429-1465), a po jego śmierci w 1465 roku Mołodiatycze odziedziczył jego syn Olechno, podkomorzy chełmski, notowany w źródłach w 1489 i 1499 roku. Był on ożeniony z Maruszką Bybelską. Zmarł w 1515 roku, a wieś odziedziczył jeden z jego czterech synów - Mikołaj Skoruta, stolnik przemyski i wojski medycki, ożeniony z dwórką królowej Bony Faustiną Opizzonibus. Mikołaj zmarł w 1538 roku. W 1563 roku właścicielem Mołodiatycz został Maciej Makosiej, wojski bełski. W 1578 roku wieś należała do Branickich, herbu Korczak, "syna Dominika, żonatego pierwszy raz z Zofią z Rudnickich herbu Lubicz, a drugi raz z Dorotą z Garczyńskich. Po nich dobro dziedziczył syn Andrzej, żonaty z Katarzyną z Żółkiewskich herbu Lubicz notowany w Mołodiatyczach w 1632 roku. Miejscowość po rodzicach objął Józef Branicki i w roku 1753 występował jako jej właściciel. Po nim dziedziczył syn Piotr żonaty z Walerią Melanią z Szembeków. W 1760 roku istniała tu drewniana cerkiew parafialna p.w. św. Jerzego Męczennika, która należała do dekanatu hrubieszowskiego. W 1941 roku wybudowano tu kolejną cerkiew, która została rozebrana w 1946 roku. Od 1875 roku do II wojny światowej istniała tu parafia prawosławna. Prawdopodobnie na pocz. XIX wieku założono poza zabudową wsi cmentarz grzebalny, czynny do końca II wojny światowej. Obecnie posiada on kształt czworoboku o powierzchni 0,63 ha (D. Kawałko 1994, s. 244) W XVIII wieku Mołodiatycze były własnością Wyszyńskich. Około 1823 roku wieś odziedziczyła Ignacja Wyszyńska, córka Tomasza i wniosła je w posagu Antoniemu Horodyskiemu herbu Korczak (1798-1877). Istniały tu dwie karczmy, które w 1845 roku uzyskały patent na dalsze prowadzenie wyszynku alkoholu. Spis z 1827 roku notował wieś w powiecie hrubieszowskim i parafii Trzeszczany -liczyła wówczas 80 domów i 401 mieszkańców. Około 1855 roku po Antonim Horodyskim wieś odziedziczył syn Władysław, żonaty z Józefą Chrzanowską. W 1866 roku była w Mołodiatyczach gorzelnia. Około 1880 roku Mołodiatycze stanowiły centrum dóbr, na które składały się folwarki: Ostrówek, Haczyska, Moczuły, Józefin, Korytyna i Majdan Wielki. Wieś liczyła wówczas 79 domów. W Mołodiatyczach od 1867 roku była siedziba gminy (SGKP, wypisy, s. 249). Przed 1890 rokiem wieś trafiła w ręce Antoniego Horodyskiego, syna Władysława, ożenionego pierwszy raz z Józefą Rostworowską, a po jej śmierci z Taidą Wodzicką. Dobra mołodiatyckie składały się wtedy z folwarków: Kryłów, Romanów, Małków, Górki, Mołodiatycze, Zaborce i Gdeszyn. Po I wojnie światowej Mołodiatycze przeszły na własność braci Romana i Władysława Horodyskich, którzy zarząd majątkiem powierzyli Władysławowi Szubertowi z Warszawy. Majątek ten jednak ulegał systematycznej parcelacji, której nasilenie przypadło na 1921 i 1935 rok. W 1935 roku Motodiatycze wraz z należącym doń folwarkiem Józefin przeszły w ręce Jana i Wandy Mierzejewskich. Wybudowali oni tutaj dwór murowany piętrowy, kryty blachą. W czasie II wojny Światowej część budynków folwarcznych spłonęła. Według spisu z 1921 roku wieś liczyła 113 domów (2 niezamieszkałe) i 712 mieszkańców, w tym 385 Ukraińców i 73 Żydów, natomiast folwark liczył 13 domów i 215 mieszkańców, w tym 20 Ukraińców i 13 Żydów. W 1929 roku Władysław Horodyski posiadał tu 719 ha ziemi i młyn, a Jan Bielski był właścicielem folwarku Długie o powierzchni 210 ha. W latach 20. XX wieku wybudowano w Mołodiatyczach drewniany budynek urzędu gminy. 23 maja 1943 oku gestapo zastrzeliło we wsi 14 osób: 4 Polaków, 2 Ukraińców i 8 Żydów. 25 października 1943 roku partyzanci z oddziału Józefa Śmiecha "Ciąga" dokonali likwidacji posterunku policji. 27 października 1943 r. ten sam oddział zastrzelił we wsi 16 Ukraińców (w tym 5 kobiet i 4 dzieci).
W roku 1910 istniały dwa obiekty szkolne. W dwudziestoleciu międzywojennym były kolejno szkoły: o czterech oddziałach, od 1925 r. o sześciu, sześciu 1938 o siedmiu. W pierwszych latach okupacji oddzielnie uczyły się dzieci ukraińskie i polskie. Nauczyciele byli jednak narażeni na niebezpieczeństwo i nauka została przerwana. Po wyzwoleniu otwarto szkołę pięcioklasową i mieściła się ona w budynku dworskim. W roku 1960 przeniesiono szkołę do budynku zajmowanego dotąd przez GRN. W roku 1966 otwarta została szkoła ośmioklasowa. W Mołodiatyczach istniała również Szkoła Przysposobienia Rolniczego. W 1980 roku oddany został do użytku nowy budynek szkoły. Na przestrzeni lat 1960-1990 na terenie wsi działał oddział SKR (Spółdzielnia Kółek Rolniczych), następnie przekształcony w ZUMR (Zakład Usług Mechanizacji Rolnictwa) zatrudniający kilkanaście osób. ZUMR świadczył podstawowe usługi z zakresu uprawy roli dla miejscowych i okolicznych rolników nie posiadających w owym czasie mechanicznego sprzętu do uprawy roli.

## Zabytki
- Na terenie wsi znajduje się jeden z wielu we wschodniej części Polski "Cmentarz Pogranicza" na obszarze 0,63 ha znajduje się jeszcze kilka zaniedbanych mogił. Cmentarz wyznania prawosławnego, dawniej greckokatolicki, obecnie nieczynny.
- ruiny starego dworku z okresu międzywojennego. W 1935 roku Mołodiatycze wraz z folwarkiem Józefin przeszły w ręce Jana i Wandy Mierzejewskich. Wybudowali oni tutaj dwór murowany piętrowy, kryty blachą. W czasie II wojny światowej część budynków folwarcznych spłonęła. Po wojnie ulokowano w budynku szkołę pięcioklasową. W 1960 r. została ona przeniesiona do budynku użytkowanego wcześniej przez GRN.